# Johann Christian Lobe
Johann Christian Lobe (ur. 30 maja 1797 w Weimarze, zm. 27 lipca 1881 w Lipsku) – niemiecki kompozytor, skrzypek, flecista i teoretyk muzyki.

## Życiorys
Gry na skrzypcach i flecie uczył się w rodzinnym Weimarze. W latach 1808–1842 był członkiem weimarskiej kapeli książęcej, początkowo jako flecista, później jako skrzypek. Po odejściu z dworu prowadził własną szkołę muzyczną. W 1846 roku osiadł w Lipsku, gdzie redagował pisma „Allgemeine musikalische Zeitung” (1846–1848) i „Fliegende Blätter für Musik” (1855–1857). Później współpracował z czasopismem „Illustrierte Zeitung”.

## Twórczość
Skomponował opery Wittekind, Herzog von Sachsen (1819), Die Flibustier (1829), Die Fürstin von Granada, oder Der Zauberblick (1833), Der rote Domino (1835) i König und Pächter (1844), ponadto 2 symfonie, uwertury orkiestrowe, koncerty fletowe, utwory kameralne. Jego twórczość kompozytorska ma jedynie lokalne znaczenie, zapisał się jednak w historii muzyki jako teoretyk. Opublikował popularny podręcznik Lehrbuch der musikalischen Composition (4 tomy, 1850–1867), zawierający naukę harmonii, polifonii, technik wariacyjnych i poszczególnych form muzycznych. Duże znaczenie mają także jego artykuły prasowe poświęcone współczesnym mu twórcom i wspominki, stanowiące świadectwo historyczne krystalizowania się idei romantycznych w muzyce.

## Prace
(na podstawie materiałów źródłowych)
- Compositionslehre oder umfassende Lehre von thematische Arbeit (1844)
- Lehrbuch der musikalischen Composition (4 tomy, 1850–1867)
- Handbuch der Musik (b.d., wyd. 1926)
- Katechismus der Musik (1851)
- Aus dem Leben eines Musiker (1859)
- Consonanzen und Dissonanzen (1869)